# Carles Campuzano
Carles Campuzano Canadès (Barcelona, 12 de julio de 1964) es un político español. Fue diputado por Barcelona en el Congreso de Diputados entre 1996 y 2019.
Entre 2016 y 2020 militó en el Partido Demócrata Europeo Catalán (PDeCAT) y, anteriormente, en Convergencia Democrática de Cataluña (CDC).

## Carrera
Licenciado en Derecho por la Universidad de Barcelona. Se inició en la política en la Juventud Nacionalista de Cataluña (JNC) organización de la que fue secretario general (1989-1994) y presidente (1994-1996). 

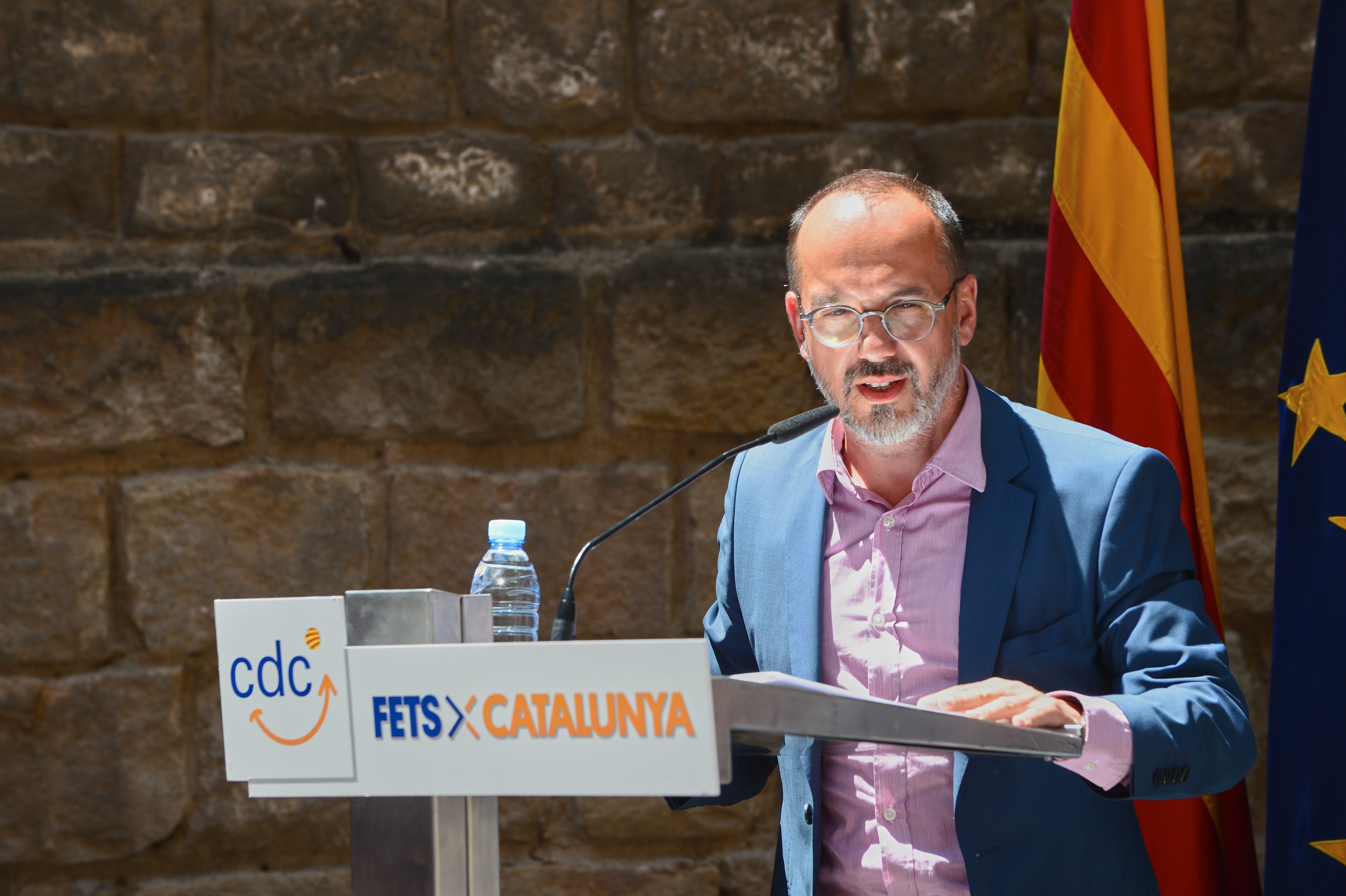
Interviniendo en un acto de Convergencia Democrática de Cataluña (CDC) en 2016

Residente en Villanueva y Geltrú desde 1969, fue concejal del ayuntamiento de 1987 a 1992 y trabajó como colaborador técnico de la Generalidad de Cataluña de 1986 a 1991.
En 1992 fue elegido diputado en el Parlamento de Cataluña (1992-1995). En 1996 logró un escaño como diputado en el Congreso de los Diputados formando parte de las legislaturas  VI, VII, VIII, IX, X, XI y XII. 
Ha sido miembro del Comité Ejecutivo Nacional de Convergencia Democrática de Cataluña y miembro del consejo asesor del Centre de Reflexió Deba-t.
En junio de 2016 participó en el congreso fundacional del Partido Demócrata Europeo Catalán (PDeCAT).
Es Presidente de la Fundación ACSAR (Asociación Catalana de Solidaridad y Ayuda al Refugiado), miembro del Patronat de CatDem, del Consejo Asesor de la Fundación Catalana del Esplai, del Consejo Asesor del Observatorio del Tercer Sector y del Consejo Asesor de la Fundación Formación y Trabajo, entre otras entidades sociales.
En junio de 2020 formalizó su baja en el PDECAT.
El 9 de octubre de 2022, tras la salida de Junts del gobierno de Cataluña, el presidente de la Generalidad Pere Aragonés nombra a Campuzano nuevo Consejero de Derechos Sociales.